# Винсент и Тео
«Винсент и Тео» (англ. Vincent & Theo) — биографическая драма Роберта Олтмена 1990 года, повествующая о взаимоотношениях между Винсентом Ван Гогом и его братом Тео.

## В ролях
- Тим Рот — Винсент Ван Гог
- Пол Рис — Теодор Ван Гог
- Йоханна тер Стеге — Йо Бонгер
- Эдриан Брайн — дядя Сент
- Жан-Франсуа Перье — Леон Буссо
- Венсан Валлье — Рене Валадон
- Ханс Кестинг — Андриес Бонгер
- Петер Тёйнман — Антон Мауве
- Йип Вейнгарден — Мария Хоорник
- Жан-Пьер Кассель — доктор Поль Гаше
- Феодор Аткин — доктор Пейрон
- Жан-Дени Монори — Эмиль Бернар
- Владимир Йорданов[фр.] — Поль Гоген

## Критика
Фильм получил в целом положительные отзывы критиков. В 1990 г. Питер Трэверс написал, что «это шедевр Альтмана». Однако Оуэн Глейберман отметил, что «„Винсент и Тео“ выглядит и ощущается как недоделанная драма на PBS, и два часа 20 минут фильм безнадежно топчется на месте».
Кинокритик Сергей Кудрявцев называет этот фильм «добросовестным, бесстрастным, почти академическим и затянутым рассказом», а Алексей Гусев — «совсем уж безнадёжным» фильмом Олтмена.
В 2023 году агрегатор обзоров Rotten Tomatoes дал фильму оценку 90 % на основе 29 отзывов.